# Bitstamp
Bitstamp è un sito per lo scambio di criptovalute con sede a Lussemburgo che permette di scambiare bitcoin, litecoin, ethereum, ripple e bitcoin cash.

## Storia
L'azienda nacque come alternativa europea all'allora dominante sito di scambio Mt. Gox.
Bitstamp offre API per permettere di usare software personalizzati per accedere e controllare i loro conti .
A Dicembre 2016 Bitstamp inizia una campagna di finanziamenti su BnkToTheFuture. A luglio 2017, Swissquote diventa partner con Bitstamp per lanciare lo scambio di bitcoin.
Nell'ottobre 2018, una società di investimento con sede in Belgio ha acquisito Bitstamp in un'operazione interamente in contanti.
Nel settembre 2023, Bitstamp ha rimosso Ethereum dalla piattaforma dell'azienda negli Stati Uniti.
Nel giugno 2024, Robinhood ha acquisito Bitstamp per 200 milioni di dollari. L'acquisizione non sarà completata prima dell'inizio del 2025.